# Touche pas à mon périscope
Pour plus de détails, voir Fiche technique et Distribution.
Touche pas à mon périscope ou Y a-t-il un commandant pour sauver la Navy (Down Periscope) est un film américain de comédie réalisé en 1995 par David S. Ward, sorti en 1996.

## Synopsis
L'excentrique commandant sous-marinier Thomas Dodge (Kelsey Grammer) a été mis au placard de la Navy mais rêve de commander un sous-marin nucléaire. Il va être le jouet de la lutte entre les amiraux Dean Winslow (Rip Torn) et Yancy Graham (Bruce Dern) au travers d'une simulation de guerre. Il se retrouve aux commandes d'un antique sous-marin de la classe Balao datant de la Seconde Guerre mondiale, le USS Stingray (SS-161), avec un équipage très pittoresque.

## Fiche technique
- Titre français : Touche pas à mon périscope ou Y a-t-il un commandant pour sauver la Navy
- Titre original : Down Periscope
- Réalisation : David S. Ward
- Scénario : Hugh Wilson, Andrew Kurtzman & Eliot Wald (en)
- Musique : Randy Edelman
- Photographie : Victor Hammer
- Montage : William M. Anderson (en) & Armen Minasian
- Production : Robert Lawrence
- Société de production et de distribution : Twentieth Century Fox Film Corporation
- Pays :  États-Unis
- Langue : Anglais
- Format : Couleur - Dolby Digital - 35 mm - 1.85:1
- Genre : Comédie
- Durée : 92 min
- Public : Tous

## Distribution
- Kelsey Grammer (VF : Patrick Floersheim) : le capitaine de corvette Tom Dodge
- Lauren Holly (VF : Juliette Degenne) : Le lieutenant Emily Lake
- Rob Schneider : l'officier en second Martin J. Pascal
- Bruce Dern : l'amiral Graham
- William H. Macy : le capitaine Knox
- Duane Martin : Jackson
- Jonathan Penner : Stanley « Spots » Sylvesterson
- Harland Williams : E. T. « Sonar » Lovacelli
- Bradford Tatum : Brad Stepanak
- Rip Torn : l'amiral Winslow
- Toby Huss (VF : William Coryn) : Nitro
- Ken Hudson Campbell : Buckman
- Harry Dean Stanton : Howard
- James Martin Jr. : Anteau

 Source et légende : version française (VF) sur RS Doublage

## Autour du film
- Le navire-musée USS Pampanito (SS-383) tient le rôle du sous-marin fictif USS Stingray (SS-161).